# What Once Was... Liber III
What Once Was... Liber III er en ep af det franske black metal-band Blut aus Nord, udgivet i oktober 2013. Det er den sidste ep i What Once Was... Liber-trilogien.

## Spor
Albummet har ingen officiel sporliste
1. "I" - 5:11
2. "II" - 4:28
3. "III" - 5:16
4. "IV" - 4:33
5. "V" - 3:50
6. "VI" - 4:47

## Fodnoter
1. ↑  Der findes ingen officiel nummerering eller inddeling af ep'ens spor. Pladeselskabets hjemmeside angiver 6 spor